# Gare de Lourdes
Gare de Lourdes – stacja kolejowa w Lourdes, w departamencie Pireneje Wysokie, w regionie Oksytania, we Francji. Znajduje się na linii Tuluza-Bajonna. Została otwarta w 1867.